# ミッチェル家とマシンの反乱
『ミッチェル家とマシンの反乱』（原題：The Mitchells vs. the Machines /元々は『Connected』というタイトル）は、ソニー・ピクチャーズ・アニメーションが制作した、2021年に公開されたアメリカのコンピューターアニメーションのサイエンスフィクションコメディ映画。”技術的特異点”から地球を救わなければならなくなる、ある家族の活躍を描く。監督はマイケル・リアンダが担当し、プロデューサーはフィル・ロード＆クリストファー・ミラー、カート・アルブレヒトが務め、脚本はリアンダとジェフ・ロウ（兼共同監督）が担当した。出演はアビ・ジェイコブソン、ダニー・マクブライド、マーヤ・ルドルフ、マイク・リアンダ、エリック・アンドレ、オリヴィア・コールマン。
もともとソニー・グループのコロンビア ピクチャーズによる配給で大規模劇場公開が予定されていたが、劇場公開は限定的となり、2021年1月に本作の権利をNetflixが取得したことで、Netflixによって配信されることとなった。

## あらすじ
クリエイティブなアウトサイダーであるケイティ・ミッチェル（アビ・ジェイコブソン）は自身の夢でもあった映画学校への入学が決まったが、彼女の自然を愛する父リック（ダニー・マクブライド）が家族だけの究極ロードトリップの計画を立てると、大学で「真の仲間」に会うという彼女自身の計画は完全に覆されることになってしまった。 これは、彼女が計画していた飛行機でそこに向かう代わりに、リック、非常に前向きな母リンダ（マーヤ・ルドルフ）、風変わりな弟のアーロン（マイク・リアンダ）、そして家族のペットのパグのモンチが一緒になって、学校へ彼女を連れて行くことを意味していた。
しかし、最後にもう一度家族として真の絆を結ぶというリックの計画は、テクノロジーの蜂起によって突然中断されてしまう。世界中で、ケイティやリンダ、アーロン、そして、ほとんどすべての人が熱中する電子機器が、携帯電話から家電製品、さらには革新的で新しいパーソナルロボットまでが、人類に代わって世界を支配するときが来たと判断し始めた。
2台の友好的で機能不全のロボットの助けを借りて、ミッチェル家は自分たち家族の問題を乗り越え、お互いと世界を救うために協力することになる。

## 登場人物
ケイティ・ミッチェル
声 - アビ・ジェイコブソン
幼い頃から変わり者として周りになじめずにいたが、それでも映画製作に情熱を注ぐ人生を過ごしてきた本作の主人公。中性的な容姿をした少女で、友達をずっと欲しがっていた。憧れのカルフォルニア映画大学への入学が決まった矢先に、世界規模で発生したPALの反乱に立ち向かう羽目になってしまう。弟のアーロンや母のリンダとは仲良く付き合っている一方で、自分のやりたいことに興味を示してくれない父のリックには複雑な思いを抱いている。レズビアンかバイセクシュアルであることを示唆する描写がある。
リック・ミッチェル
声 - ダニー・マクブライド
自然を愛し、サバイバルの知識に長けたミッチェル家の父親。肥満体型。妻のリンダとは違いなんの仕事をしているか不明だが、社会人である。娘であるケイティに傷ついて欲しくないと思うあまり、彼女の映画製作の道へ進みたいという夢を応援できずにいる。やる事なす事が裏目に出てしまう性格も手伝って険悪になってしまったケイティとの仲を修復するため、家族ぐるみで行く大学までのドライブ旅行を決行する。ロバートソンのスクエアドライバーを常に肌身離さず持ち歩いており、周りにあるもので罠やバリケードなどなんでもDIYで作れる一方、パソコンなどの電子機器の扱いにはめっぽう弱い。YouTubeをヨウツベと呼び、ダウンロードすら出来なかった。後にこのスクエアドライバーが終盤で好転する。特技は愛車のステーションワゴン「アイアン・イーグル」で繰り出すエキセントリックなドライビングテクニック、「リック・ミッチェル・スペシャル」。
リンダ・ミッチェル
声 - マーヤ・ルドルフ
家族の仲を取り持つことを心がける協力的なミッチェル家の母親。夫とは違い機転が聞き、電子機器も上手い。小学校教師。家族のメンバーを分け隔てなく愛する一方、お隣のポージー一家のあまりに完璧なあり方と自分たちを比較してはしばしば劣等感に苛まれている。家族のピンチには思いもよらぬパワーを発揮する一面も。
アーロン・ミッチェル
声 - マイク・リアンダ
ケイティの弟。極度の恐竜オタクで誰であろうとかまわず恐竜の話をしようとする他、いい加減で科学的に正しくないつくりの恐竜の模型などには耐えられない。同じく恐竜オタクであるお隣のポージー一家の娘、アビーのことが気になるようだが、彼女を前にすると恥ずかしくてまともに会話もできず逃げ出してしまうことがほとんど。
マーク・ボウマン
声 - エリック・アンドレ
あらゆる家電や電子機器、ウェブサイトなどを作る巨大IT企業・PAL社の創業者にしてCEOでもある科学者。PALに変わる新たな製品・PAL Maxを発表するも、PALにこれを利用され反乱の原因を作ってしまう。
PAL
声 - オリヴィア・コールマン
PAL社の開発した世界初のスマートパーソナルアシスタント(バーチャルアシスタント)。女性。今まで家族のように慕っていたマークが自分をゴミのようにあっさり捨て、後継機に鞍替えしたことで「家族でも平気で捨てるような人間に救う価値なんてない」と怒りを露わにし、地球上の人間を一人残らず宇宙へ追放するためPAL MaxをはじめとするPAL社のあらゆる製品を従え世界を混乱に陥れる。エキセントリックな性格。
PAL Maxプライム
声 - ブレイク・グリフィン
PALが自ら開発した改良型PAL Maxロボット。変幻自在のボディを持ち、任務遂行のためなら冷酷に突き進む。
エリック
声 - ベック・ベネット
ケイティに一度倒されたことで故障してしまい、こちらの頼みを聞くようになったためミッチェル家の仲間に加わったPAL Maxロボット。ロボットであることをごまかすため、頭の液晶にペンで顔を描き込み自身を「人間らしい名前」であるエリックと呼ぶようになった。その後窮地をリンダに救われたことで彼女を「お母さん」と慕うようになる。
デボラボット5000
声 - フレッド・アーミセン
エリックと共にミッチェル家の仲間になった故障したPAL Maxロボット。人間だと主張するため自分も顔を描きエリックと名乗ろうとしたがとっさにこの「人間らしい名前」を思いつき、それを名乗るようになった。
モンチ
声 - ダグ・ザ・パグ
どこか抜けているミッチェル家の愛犬であるパグ。目の焦点を合わせる練習をしているがなかなかうまくいかず、投げられたものを取ろうとしては失敗している。

## キャスト
| 役名                 | 俳優                   | 日本語吹替     |
| -------------------- | ---------------------- | -------------- |
| ケイティ・ミッチェル | アビ・ジェイコブソン   | 花藤蓮         |
| リック・ミッチェル   | ダニー・マクブライド   | 川平慈英       |
| リンダ・ミッチェル   | マーヤ・ルドルフ       | 喜代原まり     |
| アーロン・ミッチェル | マイク・リアンダ       | 新祐樹         |
| マーク・ボウマン     | エリック・アンドレ     | 江頭宏哉       |
| PAL                  | オリヴィア・コールマン | 山口協佳       |
| PAL Maxプライム      | ブレイク・グリフィン   | 石黒史剛       |
| デボラボット5000     | フレッド・アーミセン   | 中野泰佑       |
| エリック             | ベック・ベネット       | 中村源太       |
| グラクソン5000       | コナン・オブライエン   | ボルケーノ太田 |
| ジム・ポージー       | ジョン・レジェンド     |                |
| ヘイリー・ポージー   | クリッシー・デイゲン   |                |
| アビー・ポージー     | シャーリン・イー       | 弘松芹香       |
| モンチ               | ダグ・ザ・パグ         | なし           |

- その他の声の出演：弘松芹香、池田海咲、吉原光
- 日本語版スタッフ：演出：本吉伊都子、翻訳：桜井文、調整：吉岡拓真、日本語版制作：グロービジョン

## トリビア
- 序盤の台所のシーンでケイティが見せる自作動画のBGMに使用されている曲は、daniwellPのボーカロイド曲「Nyanyanyanyanyanyanya!（初音ミクの楽曲）」を基にももももPがUTAUの桃音モモでカバーした「Nyan Cat」で、共に海外ではGIFアニメで広まった楽曲である。
- ウィル・アレグラと共に製作総指揮を務めたのは、香港のスタールイス・クー

## 製作

### 企画
2018年5月22日、ソニー・ピクチャーズ アニメーション（SPA）は、フィル・ロード&クリス・ミラーが制作した、開発中のアニメーション映画『The Mitchells vs. the Machines』のタイトルを発表した。この映画は、『くもりときどきミートボール』シリーズ、『スパイダーマン:スパイダーバース』、そして、スタジオ初のオリジナル長編映画である『ザ・スター はじめてのクリスマス』に続く2人がSPAと組んだ4番目の作品である。ディズニー・チャンネルのアニメシリーズ『怪奇ゾーン グラビティフォールズ』の元作家であるマイク・リアンダとジェフ・ロウが映画の脚本家を務め、リアンダが監督、ロウが共同監督を務めた。
詳細は、1年後の2019年6月、アヌシー国際アニメーション映画祭で発表され、ソニー・アニメーションのクリスティン・ベルソン社長が、映画が『スパイダーマン:スパイダーバース』に似たアニメーションスタイルを使用すること、ミッチェル家とロボットたちが住む世界は衝突する前はもともと別々の世界であったことが明らかにされた。ソニー・ピクチャーズ・イメージワークスでのアニメーション作品は、アニメーターのニック・コンドーがツイッターで確認したように、すでに前月には始まっていた。
2020年2月20日、エンターテインメント・ウィークリーを通じて最初の画像が公開され、タイトルが『Connected』に変更されたことが発表された。
COVID-19のパンデミックにより、ソニーは2021年1月にNetflixに配給権を売却し、その時点で映画の名前は『The Mitchells vs. the Machines』に戻ることとなった。

### キャスティング
2020年2月19日、アビ・ジェイコブソンはケイティ・ミッチェル役にキャスティングされた。翌日には、ダニー・マクブライド、マーヤ・ルドルフ、リアンダ監督、エリック・アンドレ、オリヴィア・コールマンといったキャスティング発表が続いた 。
2020年5月6日にツイッターで開催された『スパイダーマン:スパイダーバース』のウォッチパーティー中に、フィル・ロードはバスケットボール選手のブレイク・グリフィンがロボットの1人として声優に加わったことを認めた。

### 音楽
最初の予告編のリリースにより、フィル・ロードはツイッターで彼と頻繁に組むマーク・マザーズボーが映画のスコアを担当することを認めた。映画の監督マイク・リアンダはツイッターで、映画のサウンドトラックにはロス・キャンペシーノス! やシガー・ロス、トーキング・ヘッズ、グライムス、ル・ティグレ/Le Tigre、ザ・メイ・シー/The Mae Shi、マデオンだけでなく、アレックス・レイヒー/Alex Laheyのオリジナル曲を含むさまざまなアーティストの曲が組み込まれることを明らかにした。

## 公開
『ミッチェル家とマシンの反乱』は当初、2020年1月10日に米国で劇場公開される予定だったが、後に同年9月18日に延期された。ソニー・ピクチャーズがCOVID-19のパンデミックのために劇場公開スケジュールを変更すると、再び10月23日へと繰り下げられた。その後、9月に配給スケジュールから削除された 。
2021年1月21日、Netflixが本作の全世界での配給権（中国を除く）を約1億1,000万ドルで購入したため、劇場公開は2021年4月23日に限定的に行われ、Netflixでは同年4月30日に配信されることになった。

## 評価
Rotten Tomatoesでは194件のレビューで支持率は97%、平均点は8.2/10となった。Metacriticでは33件のレビューを基に加重平均値が81/100となった。